# 布列塔尼德马尔桑
布列塔尼德马尔桑（法語：Bretagne-de-Marsan，法語發音：[bʁətaɲ də maʁsɑ̃]，意为“马尔桑的布列塔尼”）是法国朗德省的一个市镇，位于该省中东部，省会蒙德马桑东南，属于蒙德马桑区。

## 地理
布列塔尼德马尔桑（43°50'51"N, 0°27'53"W）面积12.93 平方千米，位于法国新阿基坦大区朗德省，该省份为法国西南部沿海省份，是法國本土面积第二大的省，北起吉倫特省，西临大西洋，南至大西洋比利牛斯省，东临热尔省，东北与洛特-加龍省接壤。
与布列塔尼德马尔桑接壤的市镇（或旧市镇、城区）包括：巴斯孔、邦凯、马兹罗勒、蒙德马桑、阿杜尔河畔圣莫里斯、圣皮埃尔迪蒙。
布列塔尼德马尔桑的时区为UTC+01:00、UTC+02:00（夏令时）。

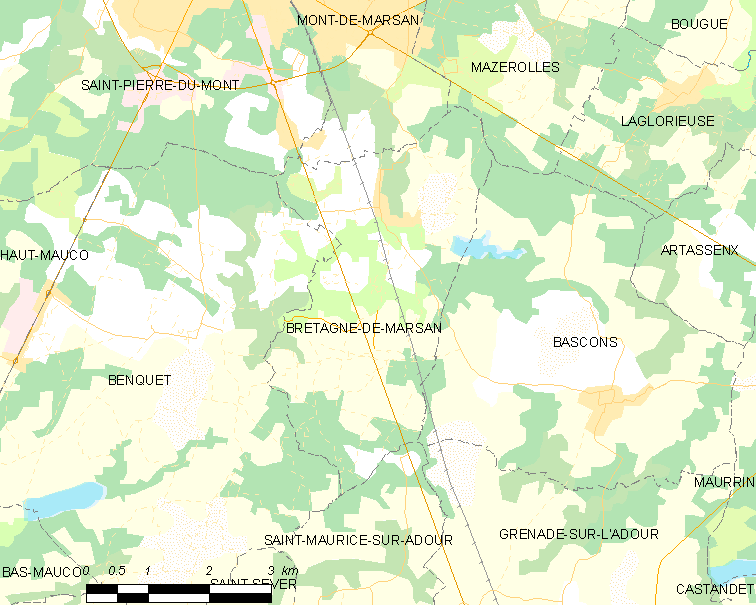
布列塔尼德马尔桑的OSM定位图

## 行政
布列塔尼德马尔桑的邮政编码为40280，INSEE市镇编码为40055。

## 政治
布列塔尼德马尔桑所属的省级选区为蒙德马桑第二县。

## 人口

1962-2008年间布列塔尼德马尔桑人口变化图示

布列塔尼德马尔桑于2022年1月1日时的人口数量为1626人。

## 交通
朗德省省道D321E线、D351线和D824线经过境内。